# Diadegma gracillimum
Diadegma gracillimum är en stekelart som först beskrevs av Smits van Burgst 1914.  Diadegma gracillimum ingår i släktet Diadegma och familjen brokparasitsteklar. Inga underarter finns listade i Catalogue of Life.